# 鳞茎早熟禾
鳞茎早熟禾（学名：Poa bulbosa）为禾本科早熟禾属下的一个种。